# Polia thapsi
Polia thapsi là một loài bướm đêm trong họ Noctuidae.